# Panny dworskie
Panny dworskie (Las Meninas) – obraz hiszpańskiego malarza okresu baroku Velázqueza, namalowany w 1656 roku. Obecnie znajduje się w zbiorach Muzeum Prado w Madrycie.
Namalowany w końcowym okresie życia Velázqueza, na 4 lata przed śmiercią. Z pozoru klasyczny temat, jakim jest portret infantki Małgorzaty Teresy w otoczeniu dworzan, jest w istocie nowatorski i wieloznaczny. Rzadko które dzieło w historii malarstwa europejskiego dostarczyło tak wielu odmiennych interpretacji.
Obraz Panny dworskie został uznany zarówno przez historyków sztuki, jak i przez artystów, za jedno z największych dzieł w historii sztuki.

## Opis obrazu
Obraz Panny dworskie przedstawia pięcioletnią infantkę Małgorzatę Teresę, jedyną córkę króla Filipa IV i jego żony Marianny, w uroczystym stroju w otoczeniu dworzan. Scena przedstawiona na obrazie rozgrywa się w galerii Cuarto del Principe Starego Alkazaru w Madrycie. Jedna z dwórek, Dona María Agustina Sarmiento, klęcząc podaje napój na tacy, druga, Dona Isabel de Velasco, w ukłonie pochyla się ku infantce. Z boku znajduje się para karzełków nazywanych Maribarbola (Maria Barbola) i Nicolasito, stojących przy potężnym, znoszącym cierpliwie dziecięce zabawy psie. Na drugim planie znajdują się jeszcze dwie niezbyt wyraźnie widoczne postacie zajętych rozmową ochmistrza i ochmistrzyni. Po lewej stronie przy sztalugach z paletą i pędzlem w ręce stoi malarz w stroju Zakonu Santiago, którym jest sam Velázquez. Uwagę przyciąga jednak niezauważony w pierwszej chwili odbijający się w lustrze w głębi obraz pary królewskiej. W głębi obrazu po prawej widać stojącego w otwartych drzwiach majordomusa odsłaniającego kotarę, jakby w oczekiwaniu na kogoś. Na ścianach w tyle sali wiszą znacznych rozmiarów obrazy ukazujące sceny mitologiczne.
W okresie poprzedzającym namalowanie Las Meninas Velázquez starał się o uzyskanie tytułu szlacheckiego. Sprawa ta była trudna i ciągnęła się bardzo długo. Dopiero w trzy lata po ukończeniu dzieła ten tytuł został mu przyznany i wtedy domalował do obrazu przysługujący mu szkarłatny krzyż. Według podania krzyż ten domalował do obrazu sam król.

## Interpretacja
Obraz jest wieloznaczny i przedstawiono kilka odmiennych interpretacji. Jedna z nich została zamieszczona w książce amerykańskiego historyka sztuki Jonathana Browna Velázquez. Painter and Courtier.
Kompozycja obrazu jest niezwykła ze względu na odwrócenie ról. W takich portretowych dziełach zwykle osoby znajdujące się na malowidle są oglądane z pozycji malarza. Tutaj malarz sam znalazł się na obrazie i patrzy na przypatrujących się tej scenie monarchów. Widz znajduje się tuż obok nich.
Powszechnie przyjmuje się, że ukazano tu scenę malowania przez Velázqueza portretu Małgorzaty Teresy. Podkreśla to jej strój, postawa, centralne miejsce i rozświetlenie tej postaci. Jednak sam obraz jest fotograficznym uchwyceniem momentu, kiedy w sali pojawia się para królewska i przelotnie przygląda się temu zajęciu, prawdopodobnie przechodząc gdzieś dalej, na co wskazuje oczekująca na nich postać majordomusa. Wzrok malarza, infantki, majordomusa, karlicy oraz jednej z dwórek skupiony jest na przyglądających się im monarchach.
Sala pałacu królewskiego jest dość ciemna, tylko część w której znajduje się centralna grupa postaci, jest oświetlona jasnym światłem padającym z okna po prawej stronie.
Próby właściwego odczytania dzieła napotykają wiele zagadek. Niewidoczny jest obraz malowany przez Velázqueza i ustawiony na sztalugach. Według niektórych interpretacji jest to portret Małgorzaty Teresy. Nie wiadomo, gdzie stoją król i królowa. Gdzie stoi malujący ten obraz Velázquez (obok pary królewskiej)?
Większość interpretacji za zasadniczą wymowę Las Meninas uważa ukazanie monarszego majestatu, nadziei pokładanych w infantce oraz podkreśleniu roli artysty jako zbliżonego do pary królewskiej dworzanina.

## Fragmenty

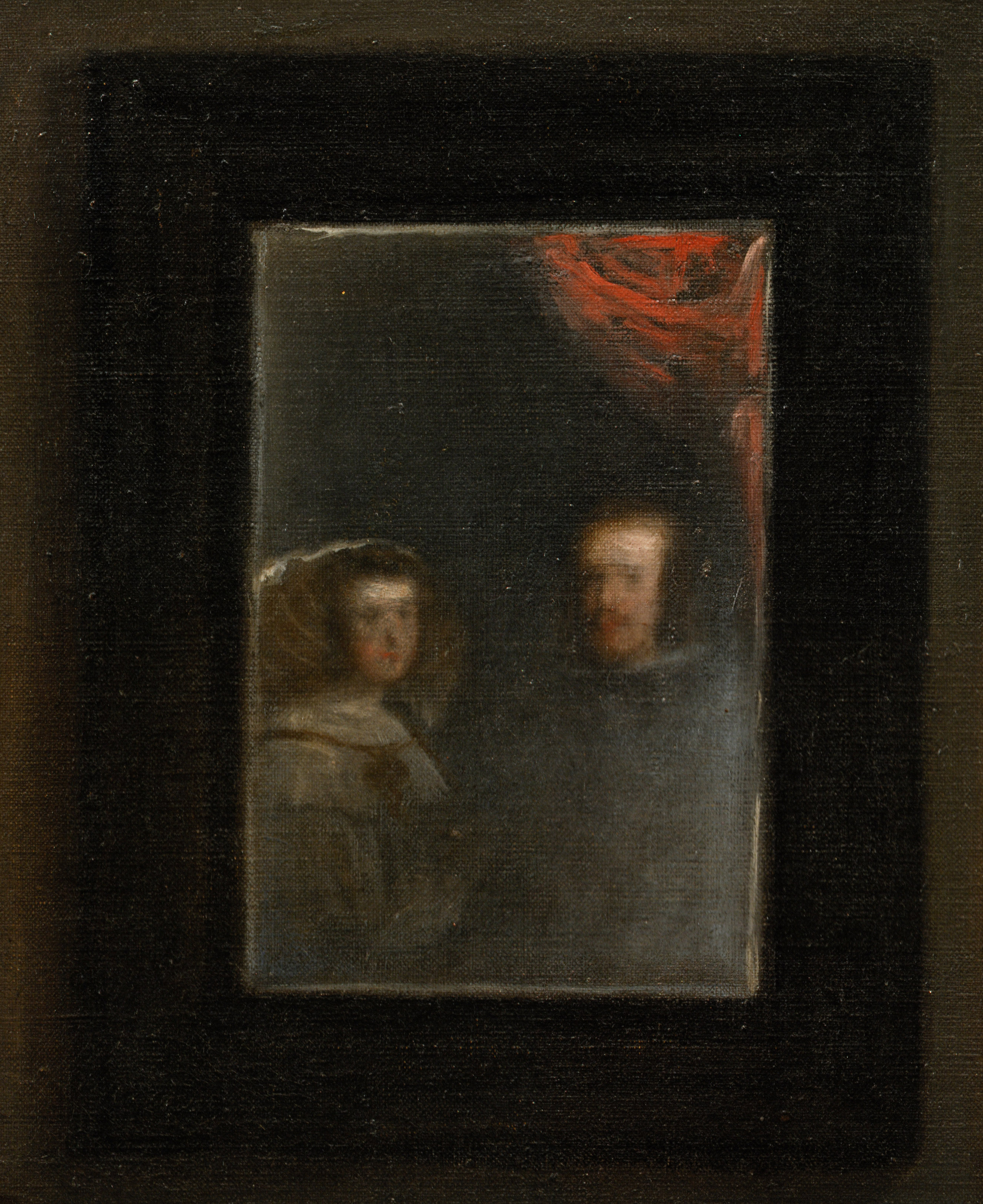
Fragment obrazu – lustro
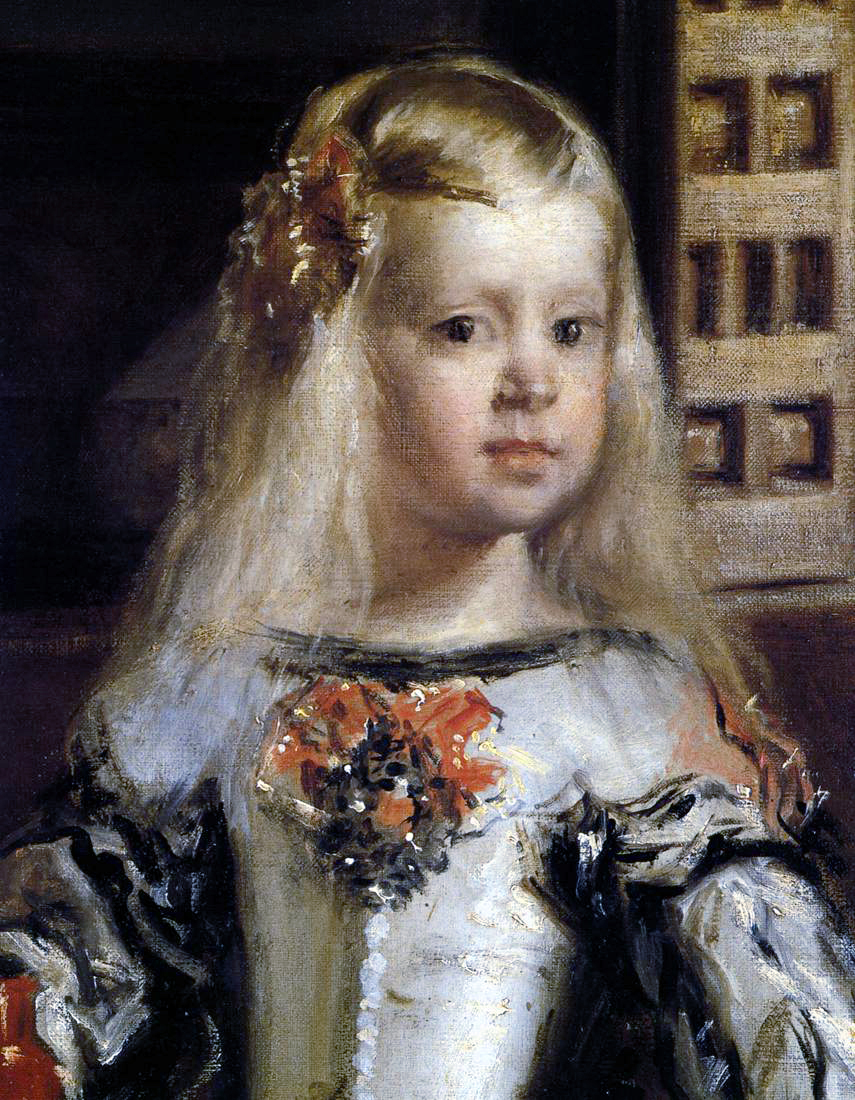
Fragment obrazu – infantka
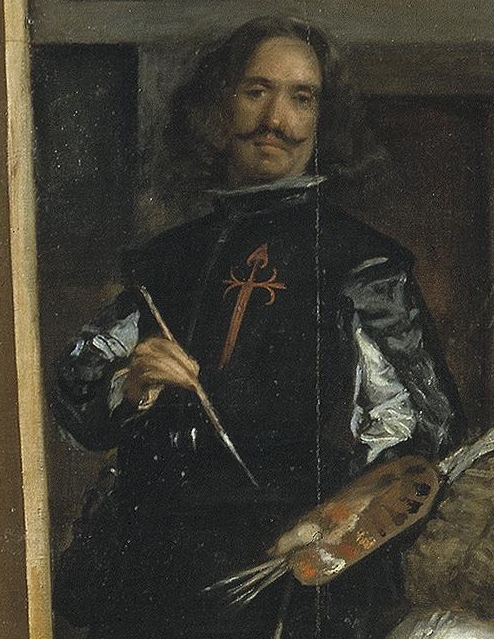
Fragment obrazu – autor obrazu
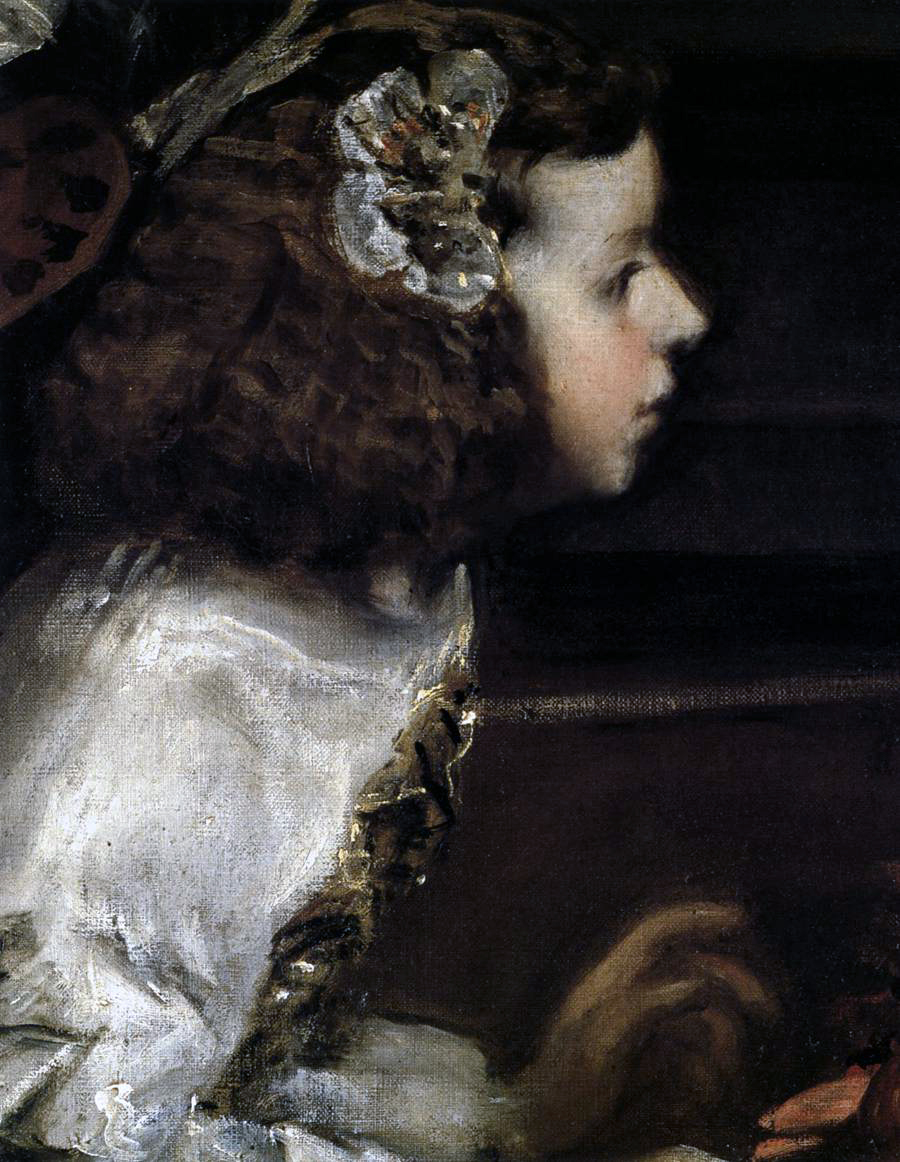
Fragment obrazu – dwórka